# Tasso di Fonte Avellana
Il Tasso di Fonte Avellana è un albero monumentale situato nei pressi del monastero di Fonte Avellana, alle falde del monte Catria, nel comune di Serra Sant'Abbondio in provincia di Pesaro e Urbino. Si tratta di un esemplare di tasso (Taxus baccata).

Ha un'età approssimativa di 600 anni, presenta un'altezza di 16 metri, un tronco dal perimetro di circa 5 metri e si ritiene che sia l'albero più vecchio delle Marche ed è uno dei tassi più grandi d'Italia.
Fa parte dell'elenco degli alberi monumentali italiani redatto dal Corpo Forestale dello Stato.